# Krognoshuset

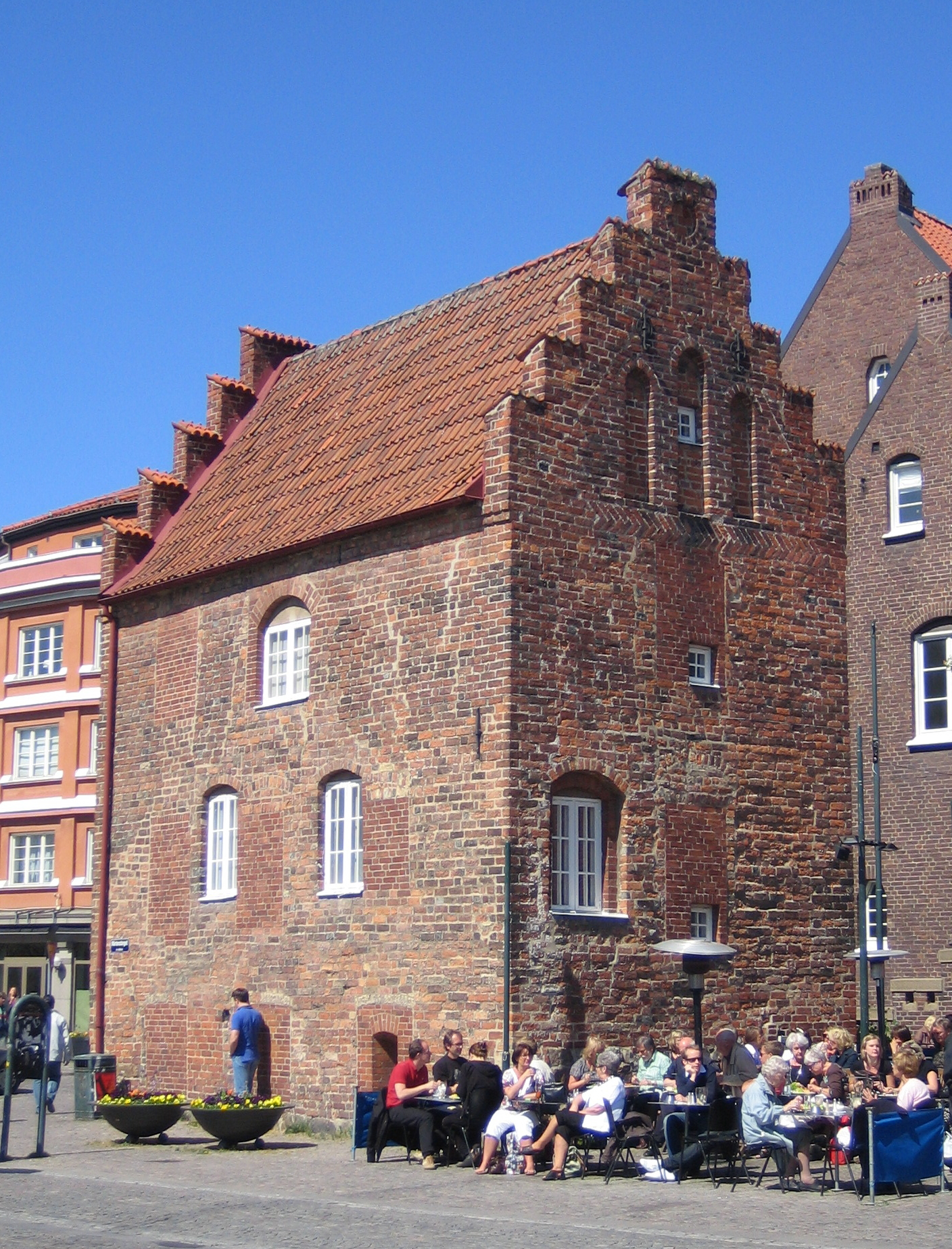
Krognoshuset, Blick vom Mårtenstorget

Das Haus Krognoshuset in der südschwedischen Stadt Lund ist der älteste bewahrte Profanbau der Stadt. Teile des Gebäudes stammen aus dem 14. Jahrhundert.

## Geschichte
Das freistehende Haus stand auf dem Grund einer Hofanlage, auf dessen Grünflächen im 19. Jahrhundert der Platz Mårtenstorget entstand. Es fungierte als Hauptgebäude neben einigen anderen, nicht mehr existierenden Gebäuden. Direkt nördlich des Hauses wurden Überreste eines ebenfalls freistehenden Gebäudes aus Backstein gefunden. Der Name geht auf das dänische Adelsgeschlecht der Krognos zurück, die auch die ersten bekannten Besitzer der Anlage von 1390 bis mindestens 1619 waren.
Im zweiten Teil des 17. Jahrhunderts – die Universität Lund wurde 1668 eingeweiht – ging das Gebäude in den Besitz von Akademikern über, darunter Erasmus Sack, Thomas Ihre und Johan Jacob Döbelius. König Karl XII., der unter den Eindrücken des Großen Nordischen Krieges einige Jahre unweit des Krognoshuset im Kungshuset residierte, brachte zwischen 1716 und 1718 auf dem Hof seine Kanzlei unter.
Mit der Umgestaltung des Viertels und dem Bau des Mårtenstorget ab 1840, verblieb das Gebäude in Privatbesitz. Um 1900 wurde im ersten Stock ein Restaurant betrieben. 1905 wurde das Haus von der Stadt gekauft und 1916 vom Architekten Theodor Wåhlin grundlegend renoviert, mit dem Ziel, dem Gebäude ein ursprüngliches und Kloster-ähnliches Aussehen zu verleihen. Daneben wurden alle, nach dem Bau des Mårtenstorget noch verbliebenen Gebäude des Hofes, abgerissen.
1929 überließ die Stadt das Haus einem Kunstverein, der es seitdem betreibt und für Ausstellungen nutzt. Seit 1974 steht das Gebäude unter Denkmalschutz.